# Lomawa Ndwandwe
laNgolotsheni „Lomawa“ Ndwandwe (gest. September 1938) war die Ndlovukati (Königinmutter) von Swasiland, die Frau von König Ngwane V. und Mutter von König Sobhuza II.

## Leben

### Jugend
Ndwandwe stammte aus dem Zweig der Esikoteni vom Clan der Ndwandwe. Sie war die Tochter von Chief Ngolotjeni Nxumalo und von Msindvose Ndlela. Sie war die älteste von drei Schwestern. Zu ihren Geschwistern zählte ihre Schwester (von derselben Mutter und letztlich Co-Frau) Nukwase Ndwandwe, welche ihre Nachfolgerin als Ndlovukati wurde, und ihr Bruder Benjamin Nxumalo, welcher später als Berater von Sobhuza II. fungierte.
Als Abkömmling von Zidze Ndwandwe und als Tochter eines respektierten Chiefs wurde Ndwandwe vom Council of Elders als Hauptfrau für Ngwane V. bestimmt.

### Herrschaft
Nach dem Tod von Ngwane V. wurde Ndwandwe vom Council of Elders als neue Ndlovukati bestimmt und ihr unmündiger Sohn „Nkhotfotjeni“ wurde als König Sobhuza II. ernannt.
Als Königinmutter war Ndwandwe die Hüterin der Rituale der Swasi.

## Tod
Ndwandwe starb im September 1938. Um die Kräfte des Königs Sobhuza II. nicht durch eine Berührung mit dem Tod zu schwächen, wurde der König vom Council of Elders davon abgehalten, der Beerdigung seiner Mutter beizuwohnen. Ndwandwe wurde mit ihrer Kirchenmitgliedschaftskarte (church membership card) beerdigt, weil ihre Schwester Nukwase Ndwandwe darauf bestand.

## Religion
Ndwandwe war nie getauft worden, aus Respekt vor den Wünschen von Labotsibeni Mdluli. Dennoch wurde Ndwandwe eine anerkannte Unterstützerin der Methodist Church. Sie war auch gegenüber der nahegelegenen Zionist Separatist church, deren lokaler Führer politische Ansichten vertrat, welche stark mit den Ansichten von Ndwandwe übereinstimmten.
Ihr Sohn Sobhuza II. war im Unterschied dazu sehr kritisch gegenüber den sektenartigen Sonderkirchen.